# Pere Ubu
Pere Ubu é uma banda de rock experimental vanguardista formada em Cleveland, EUA, em 1975. Ao longo da carreira, teve diversos membros diferentes com incontáveis formações, sendo que o vocalista David Thomas é o único constante. O nome da banda vem de Père Ubu ("Pai Ubu"), o protagonista de Ubu Roi ("Ubu, o Rei"), uma obra teatral e surrealista do escritor francês Alfred Jarry.
Devido a diversas brigas e desentendimentos, falta de apoio e sucesso restrito, a banda acaba se distanciando após lançarem cinco albuns, incluíndo o quase "dadaísta" The Art of Walking e o ultimo da época, Song of the Bailing Man. Após um longo hiato, eles retornam com uma nova formação em meados dos anos 90, inclinando-se sutilmente a um formato popular e exibindo alguns video-clipes na MTV. 
A partir de 1995, a banda se transforma mais uma vez: volta as raízes experimentais sem deixar de lado o peso do rock. Desde então vem lançando discos elogiados pela crítica alternativa, como o aclamado The Lady from Shanghai de 2013.

## História

### Formação
O Pere Ubu surgiu após o Rocket From the Tombs, antiga banda de David Thomas, ter sido fragmentada. Alguns integrantes fundaram os Dead Boys, influente no recém-criado cenário do punk rock, que se mudou para New York para maior reconhecimento. 
Na banda anteriora, David já havia tocado com uma pessoa que seria decisiva em sua carreira, o guitarrista Peter Laughner, com quem compartilhava ideias peculiares sobre como um grupo deveria soar e sobre o que deviam tratar. Os dois se juntaram com Scott Krauss que assumiu a bateria e com Tim Writh, que nunca havia tocado antes, mas aprendeu a tocar baixo comprando um Dan Electro de seis cordas usado. 
Scott e Peter dividiam, na época, um apartamento não muito longe de Allen Ravenstine, um músico que fazia experimentações estranhas com sintetizadores. Allen também morava com outra figura excêntrica, Tom Herman, que tinha um Morley Pedal Fuzz Wah e tocava quase todas as noites. Todos eles foram convidados e aceitaram em fazer parte do novo grupo em 1975. 
Após alguns ensaios, debutaram ao vivo na véspera do Ano Novo, em um bar onde David trabalhava como porteiro. O show quase foi adiado porque Allen não podia tocar. Para a sorte da banda, Dave Taylor, um balconista de loja de discos e amigo da banda, tinha o mesmo EML sintetizador de Allen. Lá eles tocaram canções próprias, além de covers de Stooges, Velvet Underground e o clássico do Seeds, "Pushin' too Hard".

### Gravações
Em julho, Peter conseguiu trazer o Television, de Tom Verlaine, para Cleveland e serviram como banda-suporte. Além disso, David acabou conhecendo o novo vocalista dos Dead Boys, Stiv Bators. Dois meses depois, gravaram o primeiro compacto como Pere Ubu, 30 Seconds Over Tokyo, seguidos por Final Solution em 1976. 
Ao se apresentar em alguns lugares, David Thomas, que era considerado uma pessoa fechada, começa a atrair os holofotes para sua pessoa, principalmente na maneira de teatralizar suas performances. Uma analise na época classificou a banda como "trabalho de garagem único, com uma dissonância artística e estranho experimentalismo".

### The Modern Dance
Em Maio de 1977, Peter, um dos mentores de toda a concepção sonora, abandona o grupo alegando que desejava fazer um som mais psicodélico. Ele foi encontrado morto dias depois, vítima de uma overdose. 
Meses depois, em 1978, Tim Wright também deixa a banda, entrando Tony Maimone em seu lugar. Desta forma surge o primeiro disco do grupo, The Modern Dance, direcionando críticas lineares ao homem industrializado e envolto de pessimismo lírico. Este album se torna notório dentro do circuito underground e décadas depois seria eternizado pela crítica.

## Características musicais
Influenciado por diversos estilos musicais distintos, a banda já chegou a misturar cacofonia, ruído, jazz, rock'n roll, surf music, soul, funk, minimalismo, dentre outros. Antecipando a eferverencia do punk rock e do pós punk, acabou também sendo um dos pioneiros e fundadores do chamado "som industrial". 
Inicialmente o grupo tinha como objetivo expor as características caóticas do homem em meio ao holocausto industrializado; seus medos, rancores e paranóias, toda a convulsão da sociedade moderna. Assim definiram um núcleo de músicas-pesadelo: desconcertantes porém compostas com técnica e precisão, se encaixando num conceito único de harmonia. Sintetizadores atonais e riffs energéticos de guitarra se misturavam com técnicas que iam além da base convencional, usando desde ruídos à intervenções de música concreta, criando assim um equilíbrio entre acessibilidade e radicalismo.
A voz enlouquecida de David Thomas adiciona ainda uma característica de desespero e humor na composição, uma vez que ele canta com diversas entonações, explorando e experimentando características vocais (afinadas ou não) e até formas inovadoras ao lidar com gravações. Em certas músicas, por exemplo, ele salta as oitavas indo do grave ao agudo em questão de segundos, adicionando microtons que acabam por oscilar na definição das notas.

## Conceitos
Caracterizados por terceiros como pós-punk, o termo foi utilizado para englobar todas as bandas que se diferenciavam por guardarem uma ideologia menos imediatista e mais vanguardista, intelectualizada. As preocupações estavam para além da reutilização de fórmulas prévias. 
Era necessário olhar para frente, experimentar, dilatar o escopo sônico do rock. E, para isso, o artista não precisava seguir padrões musicais ou uma determinada linha cronológica, bastava que houvesse cumplicidade estética e ideológica através de performances teatrais, músicas diretas, mas de paisagens abstratas e letras satíricas, surreais. 
Para definir sua música (e fazer piada com os jornalistas que queriam rotular o grupo), o Pere Ubu cunhou o termo Avant Garage para refletir o interesse de toda a cena experimental com o rock underground de garagem.

## Discografia

### Início do projeto (singles)
- (1975) 30 Seconds Over Tokyo/Heart Of Darkness
- (1976) Final Solution/Cloud 149
- (1976) Street Waves/My Dark Ages (I Don't Get Around)
- (1977) The Modern Dance/Heaven

### Álbuns

#### Era histórica
- (1978) The Modern Dance
- (1978) Dub Housing
- (1979) New Picnic Time
- (1980) The Art of Walking
- (1982) Song of the Bailing Man

#### Era Fontana
- (1988) The Tenement Year
- (1989) Cloudland
- (1991) Worlds in Collision
- (1993) Story of My Life

#### Era moderna
- (1995) Ray Gun Suitcase
- (1998) Pennsylvania
- (2002) St. Arkansas
- (2006) Why I Hate Women
- (2009) Long Live Pere Ubu!
- (2012) The Lady from Shanghai

### Outros

#### EP
- (1978) Datapanik in the Year Zero
- (1996) Folly of Youth
- (1996) B Each B Oys See Dee Plus

#### Ao vivo
- (1981) 390° of Simulated Stereo
- (1989) One Man Drives While the Other Man Screams
- (1999) Apocalypse Now
- (2000) The Shape of Things
- (2009) London Texas
- (2010) The Annotated Modern Dance

#### Coletâneas
- (1985) Terminal Tower (coleção de singles e b-sides)
- (1996)  Datapanik in Year Zero (boxed set)

## Influência e legado
- Nunca foram populares, mas se tornaram cultuados após a produção do primeiro álbum, The Modern Dance. A partir daí tiveram seguidores devotados, influanciando gerações de vanguardistas do mundo inteiro.

- No dia 13 de Junho de 2006, as bandas Bauhaus, TV on the Radio e a conterrânea de Cleveland Nine Inch Nails se reuniram em Washington para executarem canções próprias e alguns covers, incluindo uma homenagem ao Pere Ubu com o cover de Final Solution.

- David Byrne, vocalista da banda new wave Talking Heads, já assumiu em entrevista ter David Thomas como influência ao cantar, além das similaridades músicais comum a esses grupos.

- É uma das primeiras bandas a adicionar sons eletrônicos programados para dentro do palco e das gravações de estúdio, técnica que seria altamente utilizada no rock alternativo das décadas seguintes.

- Sonic Reducer foi escrita por David Thomas junto de Gene O'Connor. A música faria parte dos primeiros compactos do Pere Ubu, porém acabou sendo gravada antes pelos Dead Boys sem a autorização de Thomas. Se tornou um grande sucesso entre a geração punk e algumas bandas já prestaram tributo, incluíndo Pearl Jam e Beastie Boys.

- Críticas e opniões sobre o Pere Ubu sempre divergiram, incluíndo: "Uma das mais originais e importantes da geração New Wave", "A única banda de Rock 'n' Roll expressionista do mundo" e "Amor ou ódio a primeira vista (comparando ao Velvet Underground)".